# Parti Kataeb – Parti social-démocrate libanais
Pour les articles homonymes, voir Phalange.

Drapeau des Phalanges libanaises.

Le Parti Kataeb – Parti social-démocrate libanais (arabe : حزب الكتائب اللبنانيّة – الحزب الديمقراطي الاجتماعي اللبناني , Hiẓb al-Katā'ib al-Lubnāniyya – Hiẓb al-dī mūqrāṭī al-ijtimāʿī al -lubnānī), anciennement appelé Phalanges Libanaises (arabe : الكتائب اللبنانية (Al-Katā’ib al-Lubnānīya), sous son vrai nom Parti Kataëb, (arabe : الكتائب (Al-Katā’ib)) est un parti politique libanais essentiellement chrétien fondé en 1936 par Pierre Gemayel. Le parti a joué un rôle majeur dans la guerre civile libanaise (1975-1990). 
En déclin à la fin des années 1980 et dans les années 1990, le parti a lentement réapparu au début des années 2000 et fait actuellement partie de l'opposition libanaise. Le parti détient actuellement 4 des 128 sièges du Parlement libanais.
En 2021, le parti a changé son nom officiel en « Parti Kataeb – Parti social-démocrate libanais » (arabe : حزب الكتائب اللبنانيّة – الحزب الديمقراطي الاجتماعي اللبناني , Hiẓb al-Katā'ib al-Lubnāniyya – Hiẓb al-dī mūqrāṭī al-ijtimāʿī al -lubnānī).

## Description
Fondé par le dirigeant chrétien Pierre Gemayel, en compagnie de Najib Acouri, George Naccache, Charles Hélou, Hamid Frangié et Chafic Nassif, le Parti des Phalanges libanaises est également connu sous le nom de Parti Phalangiste (حزب الكتائب اللبنانية Ḥizb al-Katā'ib al-Lubnāniyya) en arabe. Kataeb est le pluriel de Katiba qui est une traduction en arabe du mot grec phalange («bataillon») qui est aussi à l'origine du terme espagnol Falange.
Militarisées depuis 1975, les Phalanges se sont longtemps opposées à d'autres courants chrétiens, dont celui du premier président, Émile Eddé, francophile, au Bloc national indépendantiste repris par son fils Raymond Eddé ou au Parti national-libéral du président maronite Camille Chamoun, bien que concluant des alliances ponctuelles avec eux en cas de besoin, et notamment au sein des Forces libanaises, lors de la guerre civile. Elles ont été impliquées dans de très nombreux actes de guerre et massacres pendant cette période, y compris des massacres inter-chrétiens, notamment le Massacre d'Ehden contre la Famille Frangié et la Brigade Marada puis dans des attaques contre la Milice des Tigres. Le parti a connu des dissensions internes sur le rôle à accorder à la Syrie, et est sorti affaibli de sa reconnaissance des accords de Taëf.
Parfois qualifié de fasciste, par ses homologues chrétiens, le parti reconsidère en 2007 son projet politique, en mettant l'accent sur l'indépendance et sur le respect de la diversité au Liban.

## Création
Regroupés autour de la pharmacie que tenait Pierre Gemayel sur la place des Canons, les premiers Kataëb militaient pour l'indépendance et la souveraineté du Liban, alors compromises par les divergences entre les dirigeants politiques du Liban (le président Eddé avait signé un traité d'amitié franco-libanais qui maximisa la tension entre unionistes et indépendantistes). Le mouvement s'oppose alors à la présence de la France au Grand Liban et tente d'organiser la jeunesse libanaise à la résistance.
Le 7 novembre 1936, l’organisation lance son premier manifeste. Précisant l’action envisagée, le texte propose de « superposer aux vieux idéaux confessionnels un idéal national ». Il est établi ensuite que l’indépendance se conquiert, se préserve chaque jour.
Les Phalanges adoptent une structure organisée, paramilitaire, et leur idéologie est quelquefois qualifiée de confessionnaliste ou fasciste. Ils se heurtent à plusieurs reprises aux forces françaises et à celles du gouvernement Eddé. Le parti Kataëb s'oppose aussi au Parti social nationaliste syrien fondé par Antoun Saadé qui prône une union de la grande Syrie. En 1943, les Kataëb jouent un rôle essentiel dans la réalisation de l'indépendance du Liban. Elles collaborent avec le mouvement sunnite al-Najjada et Pierre Gemayel devient un des pères de l'indépendance du pays.

## Idéologie
- La primauté de la préservation de la nation libanaise, mais avec une identité « phénicienne », distincte de ses voisins arabes. Les politiques du parti ont été uniformément anticommunistes et n’ont laissé aucune place aux idéaux panarabes.
- Une idéologie qui considère le peuple libanais comme une nation unique et indépendante de la nation arabe. Il considère les Libanais comme un peuple phénicien.
- Un Liban indépendant, souverain et pluraliste qui garantit les droits humains fondamentaux et les libertés fondamentales de tous ses constituants.
- Le Liban en tant que débouché libéral où le christianisme oriental, en particulier le catholicisme oriental et l'Église maronite, peut prospérer socialement, politiquement et économiquement en paix avec son environnement.

## Les Phalanges après l'indépendance
Le parti Kataëb est fortement nationaliste, bien que l'essentiel de ses membres chrétiens se soient alliés avec Israël à plusieurs reprises par le passé jusqu'à nos jours. Il s'oppose aussi bien à la présence de pays occidentaux au Liban, qu'au pan-arabisme. Le parti est rebaptisé Parti démocratique social en 1952 et intègre le parlement libanais aux législatives d'avril 1951 lorsque ses candidats sont élus à Beyrouth, au Akkar et dans la Békaa. Le parti présidé par Pierre Gemayel est structuré autour de cinq institutions : le bureau politique, organe de décision ; le conseil central, collège électoral de consultation et de contrôle ; le conseil général, qui se réunit tous les trois mois ou sur demande du BP ; le congrès annuel d’orientation ; le jury d’honneur pour les questions de discipline. Le président suprême est élu pour trois ans renouvelables. Seize services spécialisés sont instaurés. Le congrès de 1960 établit que la rhétorique Kataëb se définit « comme réaliste, prônant la primauté de la personne et évoluant dans une ligne d’interaction profonde entre les données philosophiques modernes et notre patrimoine intellectuel propre ». Le congrès de 1968 aboutit à la présentation d’un projet de loi instituant le mariage civil facultatif.
Le parti est à l'avant garde du conflit civil de 1958 qui oppose les Nassériens au Président Chamoun. La contre révolution qu'il mène après la nomination du premier gouvernement du mandat du Président Chéhab, jugé déséquilibré, aboutit à la mise en place d’un cabinet des Quatre (et de salut public) dirigé par Rachid Karamé, et comprenant Pierre Gemayel et Raymond Eddé pour les maronites.
Pierre Gemayel accepte les accords du Caire en 1969 misant sur la tentative du Président Charles Hélou de circonscrire l'activité des fedayin palestiniens qui utilisaient le Liban comme base d'attaque contre Israël.

## Les Phalanges dans la guerre civile
En 1975, le mouvement revendique 80 000 adhérents. Les attentats effectués par des Palestiniens contre Israël et les représailles aériennes d'Israël contre le Liban cristallisent les différends politiques entre pro et anti-palestiniens. L'attentat de Ayin-el-Remmaneh le 13 avril 1975 marque le début de la guerre du Liban. Des militants du Parti social nationaliste syrien (PSNS) (pro-palestinien) tentent d'assassiner Pierre Gemayel alors qu'il inaugure une église dans la banlieue de Beyrouth. Un car palestinien passant sur les lieux l'après-midi du même jour essuie des tirs nourris de la part des phalangistes qui tuent 27 miliciens palestiniens. La spirale vers le chaos s'amplifie vite. Le "premier round" de la guerre commence et les miliciens phalangistes, jeunes recrues appartenant à l'ensemble des classes sociales, se retrouvent aux premières lignes de la bataille contre le Fatah de Yasser Arafat et ses alliés libanais. Les phalangistes éliminent également leurs rivaux au sein du camp chrétien, ce qui conduit notamment à l'assassinat de Tony Frangié et de sa famille en juin 1978 et au massacre de dizaines de militants du Parti national-libéral en 1980. Bachir Gemayel, fils cadet de Pierre Gemayel, émerge des premières années de confrontation comme principal chef militaire des chrétiens et fonde les Forces libanaises qui, bien qu'essentiellement constituées de jeunes Kataëb, fédèrent la quasi-totalité des milices chrétiennes.
En 1982, alors qu'Israël envahit le Liban afin de chasser l'Organisation de libération de la Palestine (OLP) de Beyrouth, Bachir Gemayel, leader de fait des Phalanges, est élu président de la République, soutenu par sa communauté. Il est assassiné le 14 septembre 1982 dans un attentat à la bombe qui le vise dans la permanence du parti à Achrafieh. Amine Gemayel, son frère aîné et député du Metn est élu à sa place. Dans la nuit du 16 septembre, une unité de 150 hommes dirigée par Elie Hobeika, un des responsables des services secrets phalangistes, pénètre à Beyrouth ouest dans les camps palestiniens de Sabra et Chatila. Pendant trois jours, ils tueront entre 800 et 2 000 personnes, principalement des civils palestiniens, afin de venger la mort de Bachir Gemayel qu'ils attribuent au mouvement palestinien.
Pierre Gemayel meurt en 1984. Elie Karamé lui succède alors (1984-1986) suivi de Georges Saadeh (1986-1998). La disparition du fondateur, l'exil d'Amine Gemayel en France après la fin de son mandat (face à la menace des Forces Libanaises qui tentent une mainmise sur le parti) et l'entrée des troupes syriennes marquent le déclin du parti Kataëb qui se rallie aux accords de Taëf de 1989 qui instaurent la IIe République libanaise. Amine Gemayel et les représentants de la vieille garde du parti dénoncent l'adhésion des Kataëb à la République de Taëf.

## Les Phalanges après la guerre
Au sein du parti, les divisions s'accentuent à propos de la présence syrienne. Le membre du bureau politique, Boutros Khawand est enlevé le 5 septembre 1992. Selon Human Rights Watch, il aurait été incarcéré dans la prison militaire de Mazzeh à Damas, et par la suite transféré au centre de détention de Tadmor (Palmyre).
Après la mort de Georges Saadeh, c'est Mounir al-Hajj qui prend la tête du parti en mars 1999, peu après l'élection d'Émile Lahoud à la présidence de la République. Hajj essaye de promouvoir un réalignement du parti sur Damas. Mais cette politique est fortement combattue en interne. Son alliance aux législatives de 2000 avec le ministre de l'Intérieur pro-syrien Michel Murr cause du tort à Hajj. Murr lui avait proposé de figurer sur sa liste du Metn aux côtés de membres du Parti social nationaliste syrien, favorable à l'annexion du Liban par la Syrie, et qui avait combattu les Forces libanaises pendant la guerre civile. Cependant Hajj est battu et ne peut accéder au gouvernement.
À cette occasion, il est démis de la présidence des Phalanges. Dès lors, deux candidats entrent en lice : Amine Gemayel rentré de son exil en juillet 2000 et Karim Pakradouni. Ce dernier est élu à la tête du parti le 4 octobre 2001, grâce à de fortes ingérences syriennes dans le processus électoral interne, et provoque une scission entre militants pro-Gemayel et pro-Pakradouni. Amine Gemayel fonde alors le mouvement réformiste Kataëb que dirige son fils Pierre, élu député du Metn depuis 2000. Le parti se réunifie par la suite grâce à un accord conclu entre le mouvement réformiste Kataëb et Karim Pakradouni. Amine Gemayel devient chef suprême du parti alors que Pakradouni en reste le président.

## Les Phalanges depuis le retrait syrien
Après la Révolution du Cèdre, Pierre Amine Gemayel réussit à relever le parti de sa torpeur en lui apportant un élan de jeunesse qui se traduit par une réorganisation de sa structure, l'ouverture de nouvelles permanences et le redémarrage du recrutement, en panne pendant « les années pro-syriennes » de 1989-2005. Le 21 novembre 2006, Pierre Amine Gemayel, ministre de l'Industrie et fils d'Amine Gemayel, est assassiné à la veille de l'autorisation par l'ONU de la mise en place d'un tribunal international pour juger les auteurs de l'assassinat du premier ministre sunnite Rafiq Hariri. Le parti est encore visé le 19 septembre 2007, lorsqu'un attentat à la voiture piégée coûte la vie au député Antoine Ghanem, membre du bureau politique du parti, juste avant les élections présidentielles.
Le parti a tenu un congrès extraordinaire en décembre 2007 qui a entériné une réorganisation et un renouveau de la pensée politique recentrée sur la décentralisation et le respect de la diversité du Liban. La réconciliation Kataëb est aussi presque achevée en janvier 2008 lorsque les partisans d'Elie Karamé, ancien président du parti, réintègrent le bureau politique à la suite des élections de février 2008 qui aboutissent au départ de Karim Pakradouni et à l'élection d'Amine Gemayel à la présidence du parti.
Le parti se présente aux élections législatives libanaises de 2009 aidé de ses alliés dont les Forces libanaises et Michel Murr. Sont élus cinq députés : Samy Gemayel (second fils d'Amine Gemayel, aux élections du Metn), Nadim Gemayel, Elie Marouni, Fady Habr et Samer Saadeh.
À la suite des élections législatives libanaises de 2018, le parti compte trois députés élus au parlement libanais : Samy Gemayel, Nadim Gemayel et Elias Hankache.
Après les deux explosions du 4 août 2020 au port de Beyrouth, à la suite desquelles le secrétaire général du parti Kataëb, Nizar Nazajian, trouve la mort, les députés Kataëb (Samy Gemayel, Nadim Gemayel, Elias Hankache), ainsi que la députée indépendante Paula Yacoubian, démissionnent — après Marwan Hamadé — en signe de protestation contre l'incurie gouvernementale.

## Présidents du parti
- Pierre Gemayel (1936-1984)
- Elie Karamé (1984-1986)
- Georges Saadeh (1986-1998)
- Mounir al-Hajj (1998-2001)
- Karim Pakradouni (2001-2007)
- Amine Gemayel (2007-2015)
- Samy Gemayel (depuis 2015)

## Autres personnalités
- Jocelyne Khoueiry
- Richard Millet[17]
- Thierry Marx[18]
- Assaad Chaftari